# Xã California, Quận Madison, Arkansas
Xã California (tiếng Anh: California Township) là một xã thuộc quận Madison, tiểu bang Arkansas, Hoa Kỳ. Năm 2010, dân số của xã này là 1.303 người.